# 蒙德拉港
蒙德拉港是印度第一座民營深水港，由 Adani Ports & Special Economic Zone（APSEZ）經營，位於古吉拉特邦卡奇县的蒙德拉海灣北岸，是全印度最大的商業港口與集裝箱港口，亦是印度首個多功能港型經濟特區（SEZ）。2024–25年度貨運量達2億噸，集裝箱吞吐量達約664萬TEU，佔全國約11%的海運貨量。

## 歷史沿革
- 1994–1998：1994年獲准啟動孟德拉專用碼頭，1998年10月7日首船 MT Alpha 靠泊營運開始。[3]

- 2001：完成私營鐵路與印度鐵路接軌，2003年成為印度首個「港口型多功能 SEZ」。

- 2006–2012：公司於2006年上市，2012年更名為 Adani Ports & SEZ Limited（APSEZ）。

- 2014：首個年度貨運突破1億噸（100 MMT）。

- 2023–25：2023年處理貨量達1.55億噸，2025年突破2億噸大關，成為印度首個達此規模之港口。[4]

## 碼頭設施與聯運
- 碼頭設有 24 個泊位，包括乾貨、液體貨、集裝箱、Ro-Ro 航道及 2 個 crude-oil 終點接收點（SPM）。
- 港區具 4,25,000 KL 液體存儲設施及逾 137,000 m² 儲倉與 880,000 m² 露天堆場。

- 公路、鐵路、管線均無縫連通：專用鐵路 76 km 可接駁印度鐵路，全程支援雙層集裝箱列車；高速公路近接NH8A、SH6、SH48；設有私用機場跑道與跨境管線網絡。[4]

## 營運與貨物統計
根據 Adani Ports & SEZ Ltd（APSEZ）公布的最新營運資料：
- 2024–25 財年（截至 2025 年 3 月）：
  - APSEZ 港口系統總貨物吞吐量達 450.2 百萬噸，較上年增長 7%，其中包括集裝箱、乾貨與液體/氣體貨物。[5]
  - 蒙德拉港成為首個年貨物吞吐突破 200 百萬噸的印度港口。[6]
  - 同期集裝箱吞吐量達 約 664 萬 TEU（約 6.64 百萬 TEU），年增約 10%。
  - 鐵路物流量亦突破 64 萬 TEU，年增 8%，管道（GPWIS）貨運量達 21.97 百萬噸，增長。
- APSEZ 市佔率：
  - 全印總貨物市佔率達 27%，集裝箱貨物市佔率為 45.5%。

## 重大事件
- 2013年環境爭議：政府報告指出港區開發與造林破壞濕地與紅樹林，此爭議後續引政府審查。[7][8]
- 2021年海洛因走私攔截：印度財政部轄下的海關反走私機構於蒙德拉港海關扣留兩個貨櫃，起初標示為「半精製滑石粉」。經深入檢查後，於貨櫃內發現共重約 2,988 公斤 的海洛因，成為印度史上最大宗毒品查扣案例之一。[9][10]
- 2023年滿裝貨量記錄：單月（2023年10月）處理 1,610 萬噸為全國港口新高。[11]
- 2024–25年度首破2億噸門檻：2025年4月創新里程碑為印度第一座年貨運量達2億噸港口。

- 2025年第一季度創獲利高峰：2025財年第一季度，APSEZ 獲利增長 47%，受惠於Mundra 17.6 MMT高峰吞吐量。